# Thomas Knibbs
Thomas Henry Knibbs là một cầu thủ bóng đá nghiệp dư người Anh thi đấu ở vị trí tiền đạo thi đấu ở Football League cho Burton Swifts.